# 헤로인
헤로인(heroin)은 모르핀을 아세틸화하여 만든 진정제의 하나로, 사용이 금지된 마약의 일종이며 중독성이 매우 강해 한번 투여하면 거의 끊지 못한다.
증상은 극단적인 쾌락과 황홀감을 수시간~수십시간에 걸쳐 지속적으로 느끼며 정신적 한계까지 각성상태가 되며 신체적 능력도 다소 상승한다.
하지만 그 부작용으로, 도파민 수용체가 상당수 파괴되어 더 이상 헤로인을 재투여 받는것 이외의 모든 일들에 행복감을 느낄수 없게 된다는 점과, 수용체 재회복까지 매우 긴 시간이 필요하다는 점 때문에 헤로인의 중독성은 더욱 높아진다.
디아세틸모르핀(diacetylmorphine), 디아모르핀(diamorphine)으로도 불린다. 헤로인이란 이름은 제약회사 바이엘에서 '모든 약 중의 영웅'이라는 의미로 붙여진 이름이다.

## 같이 보기
- 모르핀